# هرمس الهرامسة

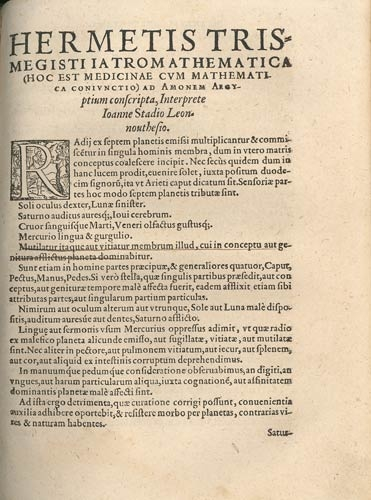
ياتروماتيكوم (رياضيات علاجية) المنسوبة إلى هرمس الهرامسة، وترجمها للسان اللاتيني يوهانس ستاديوس

هرمس الهرامسة هو شخصية ينسب إليه كتاب «متون هرمس». يعتقد أكثر المؤرخين إنه هرمس السكندري-اليوناني وأتى بصحفه، ويعتقد تاريخياً إنه هو نفسه النبي إدريس المذكور في القرآن. ويعتقد مؤرخون آخرون إنه شخصية أسطورية نسجت من عدة شخصيات حقيقية وخرافية.
لقّبه الأقدمون بثلاث العظمة (طريس-ميجيسطيس من الإغريقية Ἑρμῆς ὁ Τρισμέγιστος، وباللاتينية Mercurius ter Maximus أي ثلاثي التعليم). منهم من رد هذه الصفة لأنه كان يصف الله بثلاث صفات ذاتية هي الوجود والحكمة والحياة. ومنهم لأنه تجلى بثلاث تجليات: آخنوخ وإرميس وإدريس. ومنهم من قال لأنه تحلّى بثلاث صفات عظام: النبوة والمُلك والحكمة.

## شخصيات هرمس
اختلف المؤرخون في شخصية هرمس ولماذا دعي بثلاث العظمة منهم من رد الصفة لأنه ظهر في ثلاثة تراثيات كبرى بثلاث تجليات: فهو عند المصريين آخنوخ، وعند اليونانيين آرميس وعند المسلمين إدريس. ورأى آخرون إنه وصف بثلاث العظمة لأنه جمع بين ثلاث صفات وهي: النبوة والملك والحكمة.
وذكر ابن العبري في كتابه «تاريخ مختصر الدول» أن الهرامسة ثلاثة:
- الأول هرمس الساكن بصعيد مصر الأعلى وهو أول من تكلم في الجواهر العلوية وأنذر بالطوفان وخاف ذهاب العلوم ودرس الصنائع فبنى الأهرام وصور فيها جميع الصناعات والآلات ورسم فيها طبقات العلوم حرصا منه على تخليدها لمن بعده. وقيل أنه بنى مائة وثمانين مدينة صغراها الرها وسن للناس عبادة الله والصوم والصلاة والزكاة والتعييد لحلول السيارة ببيوتها وأشرافها وكذلك كلما استهل الهلال وحلت الشمس برجا من الإثني عشر. وأن يقربوا قرابين من كل فاكهة باكورتها ومن الطيب والذبائح والخمور أنفسها. وحرم السكر والمآكل النجسة
- الثاني هرمس البابلي سكن كلواذا مدينة الكلدانيين وكان بعد الطوفان وهو أول من بنى مدينة بابل بعد نمرود بن كوش.
- الثالث هرمس المصري وهو الذي يسمى طريس-ميجيسطيس أي المثلث بالحكمة لأنه جاء ثالث الهرامسة الحكماء ونقلت من صحفه نبذ وهي من مقالاته إلى تلميذه طاطي على سبيل سؤال وجواب بينهما وهي على غير نظام وولاء لأن الأصل كان باليا مفرقا والنسخة موجودة عندنا بالسريانية."

أما د. يوسف زيدان فيؤكد إن هرمس «هو مزيج أسطوري قديم من شخصيات حقيقية وخيالية هيك تحوتي المصري، يوداسف الفارسي، أمونيوس ساكاس، بلنياس الحكيم السكندري».
كما دكر د. محمد عابد الجابري في كتابه «تكوين العقل العربي» أن هرمس هو في الأصل اسم لأحد آلهة اليونان المرموقين عندهم. وقد طابقوا بينه وبين إله مصري قديم هو الإله تحوت، كما طابق بعض اليهود بين هرمس تحوت هذا وبين النبي موسى. أما في الميثولوجيا المصرية القديمة فقد ظهر تحوت كإسم لكاتب الإله أوزيريس إله الدلتا المسؤول عن الموتى والمصير البشري. أما في الأساطير اليونانية فلقد كان هرمس محترماً عندهم، إذ كان إبنا للإله الأكبر زيوس وقد نسبوا إليه هم أيضا اختراع الكتابة والموسيقى والتنجيم والأوزان والمقادير مثل المصريين القدامى. أما في الأدبيات العربية الهرمسية فقد كان هرمس يقدم على أنه النبي إدريس المذكور في القرآن وأنه أول من علم الكتابة والصنعة والطب والتنجيم والسحر.

## مهنته وعلمه بالفلك ومعنى أسمه هرمس
من منظور اسلامي عند الإمامية:
نقل صاحب البحار: بالإسناد إلى الصدوق، عن الصائغ، عن ابن زكريا القطان، عن ابن حبيب، عن ابن بهلول، عن أبيه، عن ابن مهران، عن الصادق (ع) قال: إذا دخلت الكوفة فأتِ مسجد السهلة فضل فيه واسأل الله حاجتك لدينك ودنياك، فإن مسجد السهلة بيت إدريس النبي عليه السلام الذي كان يخيط فيه ويصلي فيه، ومن دعا الله فيه بما أحب قضى له حوائجه ورفعه يوم القيامة مكانا «عليا» إلى درجة إدريس عليه السلام، وأجير من مكروه الدنيا ومكائد أعدائه.
أقول: قد أوردنا مثله بأسانيد في باب مسجد السهلة، وقال المسعودي: أخنوخ هو إدريس النبي عليه السلام والصابئة تزعم أنه هرمس، ومعنى هرمس عطارد، وهو الذي أخبر الله في كتابه أنه رفعه مكانا «عليا»، وكان عالما " بالنجوم، وكانت حياته في الأرض ثلاثمائة سنة، وقيل: أكثر من ذلك، وهو أول من طرز الطرز وخاط بالإبرة، وانزل عليه ثلاثون صحيفة، وكان نزل قبل ذلك على آدم إحدى وعشرون صحيفة ونزل على شيث تسعة وعشرون صحيفة فيها تهليل وتسبيح.
وقال الطبرسي رحمه الله والرازي: إنه جد أبي نوح عليه السلام واسمه أخنوخ، وهو أول من خاط الثياب ولبسها، وكانوا يلبسون الجلود.

## هرمس الهرامسة في القرآن والحديث
عند أهل السنة والجماعة:
لم يُصرّح بهرمس الهرامسة في أيّ منهما، بيد أن إدريس سمّيَ في القرآن بقوله: ﴿وَاذْكُرْ فِي الْكِتَابِ إِدْرِيسَ إِنَّهُ كَانَ صِدِّيقًا نَبِيًّا ۝٥٦﴾ [مريم:56]. وأنّه النبيّ الذي كان يخط بالرمل في حديثٍ للرسول محمد.
عند الإمامية هو نبي الله ادريس وصاحب علم حروف الهرامسة:
عن ابن عباس عن النبي (ص) قال: خلق الله الأحرف وجعل لها سرا، فلما خلق آدم (ع) بث فيه السر ولم يبثه في الملائكة، فجرت الأحرف على لسان آدم بفنون الجريان وفنون اللغات، وقد اطلع الله على أسرار أولاده وما يحدث بينهم إلى يوم القيامة، ومن هذه الكتب تفرعت ساير العلوم الحرفية والأسرار العددية إلى يومنا هذا وإلى ما شاء الله. ثم بعده ورث علم أسرار الحروف ابنه أغاناذيمون وهو نبي الله شيث (ع)، وهو نبي مرسل أنزل الله عليه خمسين صحيفة، وهو وصي آدم (ع) وولي عهده، وهو الذي بنى الكعبة المعظمة بالطين والحجر، وله سفر جليل الشأن في علم الحروف، وهو رابع كتاب في الدنيا في علم الحروف، وعاش تسعمائة سنة شمسية، ثم ورث علم الحروف ابنه أنوش، ثم ابنه قينا وإليه ينسب القلم القيناوي، ثم ابنه مهلائيل ثم ابنه يارد، وفي زمانه عبدت الأصنام ثم ابنه هرمس وهو نبي الله إدريس وهو نبي مرسل أنزل الله عليه ثلاثين صحيفة، وإليه انتهت الرياسة في العلوم الحرفية والأسرار الحكمية واللطايف العددية والإشارات الفلكية، وقد ازدحم على بابه سائر الحكماء، واقتبس من مشكاة أنواره سائر العلماء، وقد صنف كتاب كنز الأسرار وذخائر الأبرار، وهو خامس كتاب كان في الدنيا في علم الحروف، وعلمه جبرائيل علم الرمل، وبه أظهر الله نبوته وقد بنى اثنين وسبعين مدينة، وتعلم منه علم الحروف الهرامسة وهم أربعون رجلا، وكان أمهرهم اسقلينوس الذي هو أبو الحكماء والأطباء، وهو أول من أظهر الطب، وهو خادم نبي الله إدريس (ع) وتلميذه، ثم ابنه متوشلخ ثم ابنه لامك ثم ابنه نوح (ع)، وهو نبي مرسل وله سفر جليل القدر، وهو سادس كتاب كان في الدنيا في علم الحروف، ثم ابنه سام ثم ابنه أرفخشد ثم ابنه شالخ ثم ابنه عابر، وهو نبي الله هود (ع) ثم ابنه فالغ ثم ابنه يقطر وهو قاسم الأرض بين الناس، ثم ابنه صالح نبي الله ورث علم الحروف، ثم ارغوا ابن فالغ المذكور ورث علم الحروف، ثم ابنه اسردع ثم ابنه ناحود ثم ابنه تارخ ثم ابنه إبراهيم (ع)، وهو نبي مرسل أنزل الله عليه عشرين صحيفة، وهو أول من تكلم في علم الوفق.

## تعاليمه
ينسب لهرميس الحكيم تعاليم تشرح الكون وموجوداته لخصت في سبعة مبادئ:
1. العقلانية: وهو أن العقل هو الشيء الوحيد الذي يمكن إثباته وهو الحق.
2. التناظر: هناك دائما علاقة وتواصل بين جميع الظواهر.
3. الاهتزاز: كل شيء في الكون يتحرك. لا يوجد سكون.
4. الازدواجية القطبية: كل شيء ثنائي متضاد.
5. التناغم: كل شيء يتدفق بتناغم.
6. السبب، النتيجة: لكل سبب نتيجة، ولكل نتيجة مسبب، الكل يتم بحسب قوانين.
7. الجنسين: لكل شيء جنسين، ذكر وأنثى.